# بيتر كونيا
بيتر كونيا هو نقابي وسياسي مجري، ولد في 19 فبراير 1969 في ميشكولتس في المجر. نشط حزبياً في Together (Hungary) ‏. في الانتخابات البرلمانية المجرية 2014 ‏، انتخب عضو الجمعية الوطنية المجرية ‏ وقد انضم خلال فترته النيابية ‏ (6 مايو 2014 – ) للكتلة البرلمانية مستقل.